# Albert Peters (Verwaltungsbeamter)
Albert Peters († 1989) war ein deutscher Verwaltungsbeamter.

## Werdegang
Peters wurde im Mai 1953 zum Gemeindedirektor von Erkrath gewählt. Nach Neuorganisation der Verwaltung setzte er den Schwerpunkt seiner Arbeit auf den Wohnungsbau. Er war Mitbegründer und bis zuletzt Vorstandsmitglied der Wohnungsbaugenossenschaft Erkrath. Maßgeblich brachte er den Bau der Siedlungen an der Beethovenstraße/Mozartstraße, der Freiheitstraße/Morper Allee, der Schlüterstraße, dem Rathelbecker Weg, der Falkenstraße, im Kalkumer Feld, Am Brockerberg und in Erkrath-Nord voran. Innerhalb eines Jahrzehnts entstand der Stadtteil Unterfeldhaus neu.
Am 30. September 1982 trat er in den Ruhestand.

## Ehrungen
- 1983: Verdienstkreuz 1. Klasse der Bundesrepublik Deutschland